# Malevolent Creation
Malevolent Creation är ett amerikanskt death metal-band, som bildades 1987 i Buffalo, New York.

## Historia
Malevolent Creation startade sin karriär 1987 i staden Buffalo, New York, där de spelade in och distribuerade sin första demo. 1988 flyttade de till en mer fruktbar musik scen i Florida och producerade sin andra demo som släpptes i begränsad upplaga. Den tredje demon som kom året därpå, gjorde att Malevolent Creation fick ett skivkontrakt med Roadrunner och genom detta skivbolag släppte dem deras debutalbum The Ten Commandments.
Inspelningsprocessen för de följande albumen, Retribution och Stillborn var genomborrade av omgrupperingar i bandet. Detta var början på en vanlig företeelse som har blivit Malevolent Creations kännetecken. En av de medlemmar som var med från början, Phil Fasciana summerar det hela kort, "If you're too slow, you've got to go".

## Medlemmar
Nuvarande medlemmar
- Phil Fasciana – gitarr (1987– )
- Josh Gibbs – basgitarr (2017– )
- Philip Cancilla – trummor (2017– )
- Lee Wollenschlaeger – gitarr, sång (2017– )

Tidigare medlemmar
- Jason Blachowicz – basgitarr (1987, 1991–1997, 2005–2007, 2010–2016), sång (1995–1997)
- Brett Hoffmann – sång (1987–1993, 1998–2001, 2006–2016)
- Scott O'Dell – basgitarr
- Greg St. John – basgitarr
- Dave X – basgitarr
- Joe Schnessel – trummor
- Jason Hagan – gitarr
- Mark van Erp – basgitarr (1987–1990)
- Mark Simpson – trummor (1987–1991)
- Dennis Kubas – trummor (1987)
- Jim Nickles – gitarr (1987)
- Jon Rubin – gitarr (1987–1990, 1993–1996, 2005–2008)
- Lee Harrison – trummor (1989)
- Jeff Juszkiewicz – gitarr (1991)
- Alex Marquez – trummor (1992–1994)
- Rob Barrett – gitarr (1992, 1998–2005)
- Larry Hawke – trummor (1993)
- Dave Culross – trummor (1995, 1998–2001, 2003–2004, 2007)
- Derek Roddy – trummor (1996–1997)
- John Paul Soars – gitarr (1997)
- Gordon Simms – basgitarr (1998–2005)
- Kyle Symons – sång (2001–2006)
- Justin DiPinto – trummor (2002–2003, 2014–2016)
- Tony Laureano – trummor (2003)
- Marco Martell – basgitarr (2007–2008), gitarr (2007–2010)
- Fabian Aguirre – trummor (2007–2010)
- Gus Rios – trummor (2010–2014)
- Gio Geraca – sologitarr (2009–2016)

Turnerande medlemmar
- Peter Tägtgren – gitarr (1988)
- Ariel Alvarado – trummor (2002–2003)
- David Kinkade – trummor (2006)
- Gus Rios – trummor (2007)
- Gio Geraca – basgitarr (2009–2010)
- Sean Martinez – basgitarr (2011)
- John Cooke – basgitarr (2011–2012)
- James Walford – gitarr (2011)
- Kevin Peace – basgitarr (2013)

## Diskografi
Demo
- 1987 – Demo
- 1989 – Live Demo
- 1989 – Demo 1
- 1990 – Demo 1990
- 1993 – Live
- 2011 – Demo 1987

Studioalbum
- 1991 – The Ten Commandments
- 1992 – Retribution
- 1993 – Stillborn
- 1996 – Eternal
- 1997 – In Cold Blood
- 1998 – The Fine Art of Murder
- 2000 – Envenomed
- 2002 – The Will to Kill
- 2004 – Warkult
- 2007 – Doomsday X
- 2010 – Invidious Dominion
- 2015 – Dead Man's Path
- 2019 – The 13th Beast

Livealbum
- 2004 – Conquering South America
- 2008 – Live at the Whisky a Go Go
- 2010 – Australian Onslaught
- 2019 – Rebirth/Live

Singlar
- 2018 – "Mandatory Butchery"
- 2018 – "Decimated"

Samlingsalbum
- 1996 – Joe Black
- 2000 – Manifestation
- 2003 – The Best of Malevolent Creation
- 2005 – Retrospective
- 2008 – The Will to Kill + Warkult
- 2009 – Essentials
- 2019 – Memories of a Beast

Video
- 2008 – Lost Commandments (DVD)
- 2011 – Death from Down Under (DVD)

Annat
- 1994 – Live Death (delad album: Suffocation / Malevolent Creation / Exhorder / Cancer)